# Seifuku ga jama o suru
Seifuku ga jama o suru (制服が邪魔をする? lett. "L'uniforme scolastica è d'intralcio") è il secondo singolo discografico major (quarto in assoluto) del gruppo di idol giapponesi AKB48, pubblicato dall'etichetta DefSTAR Records il 31 gennaio 2007. Il singolo è arrivato alla settima posizione della classifica dei singoli più venduti della settimana Oricon.

## Tracce
CD singolo
Testi di Yasushi Akimoto, musiche di Yoshimasa Inoue.
1. Seifuku ga jama o suru (制服が邪魔をする) – 4:45
2. Virgin Love – 4:11
3. Seifuku ga jama o suru (Instrumental) – 4:45
4. Virgin Love (Instrumental) – 4:11

Durata totale: 17:52

## Formazione
All'incisione della title track del singolo hanno partecipato quattordici membri facenti parte del Team A e del Team K:
Team A
- Atsuko Maeda (center)
- Minami Takahashi (center)
- Tomomi Itano
- Haruna Kojima
- Minami Minegishi
- Rina Nakanishi
- Mai Ōshima
- Mariko Shinoda

Team K
- Sayaka Akimoto
- Tomomi Kasai
- Yuka Masuda
- Sae Miyazawa
- Erena Ono
- Yūko Ōshima

All'incisione del lato B hanno partecipato i seguenti membri:
- Sayaka Akimoto
- Kaoru Hayano
- Yū Imai
- Noro Kayo
- Tomomi Kasai
- Kana Kobayashi
- Yuka Masuda
- Natsumi Matsubara
- Sae Miyazawa
- Manami Oku
- Erena Ono
- Yūko Ōshima
- Megumi Ōhori
- Natsuki Satō
- Ayana Takada
- Ayaka Umeda

## Classifiche
| Classifica (2007) | Posizione più alta |
| ----------------- | ------------------ |
| Giappone          | 8                  |